# Hipótesis de atribución defensiva
La hipótesis de atribución defensiva (también conocida como sesgo, teoría o simplemente atribución defensiva) es un término de psicología social donde un observador atribuye las causas de un accidente para minimizar su miedo a ser víctima o causa de una situación similar. Las atribuciones de culpa están correlacionadas negativamente con las similitudes entre el observador y las personas involucradas en el accidente; es decir, se atribuye más responsabilidad a las personas involucradas que son diferentes al observador. La asignación de responsabilidad permite al observador creer que el accidente era controlable y, por lo tanto, prevenible.
Una atribución defensiva también puede utilizarse para proteger la autoestima de la persona si, a pesar de todo, el accidente ocurre, porque la culpa puede recaer en el «otro» (persona o situación). El uso de atribuciones defensivas se considera un sesgo cognitivo porque un individuo cambiará sus creencias sobre una situación en función de sus motivaciones o deseos en lugar de las características fácticas de la situación.

## Investigaciones
Walster (1966) planteó la hipótesis de que puede ser aterrador creer que una desgracia podría sucederle a cualquiera al azar, y atribuir la responsabilidad a la(s) persona(s) involucrada(s) ayuda a manejar esta reacción emocional.
Shaver (1970) reconoció que la similitud del testigo con la(s) persona(s) involucrada(s) en la desgracia -en términos de situación, edad, género, personalidad, etc.- cambia el nivel de responsabilidad que una persona está dispuesta a atribuir. Mientras que el trabajo de Walster sugería aumentos en la responsabilidad atribuida, el concepto de «atribución defensiva» de Shaver abogaba por la minimización de la responsabilidad asignada basándose en las similitudes percibidas entre el atribuyente y la(s) persona(s) involucrada(s). Shaver pudo demostrar esta respuesta describiendo eventos a sujetos de prueba, variando las situaciones y las personas descritas para que coincidieran o fueran significativamente diferentes de los sujetos: a medida que aumentaba la similitud con los testigos, las atribuciones de responsabilidad disminuían.
En 1981, Jerry Burger publicó un metaanálisis de 22 estudios revisados por pares sobre la hipótesis de atribución defensiva, en el que encontró evidencia sólida para apoyar la relación negativa hipotética de Shaver entre similitud y responsabilidad.

## Agresión sexual
Los investigadores que han examinado las agresiones sexuales han descubierto sistemáticamente que los participantes masculinos culpaban menos a los violadores que las participantes femeninas, y que, asimismo, culpaban más a las víctimas de violación que las participantes femeninas. Estos hallazgos respaldan la hipótesis de similitud-responsabilidad de Shaver: los participantes masculinos, que son personalmente similares a los violadores (hombres), culpan a los violadores menos que las participantes femeninas que son diferentes a los violadores. Por otra parte, las participantes femeninas, que son personalmente similares a las víctimas de violación, culpan a las víctimas menos que los participantes masculinos.